# Hortensia Blanch Pita
Hortensia Blanch Pita, més coneguda pel seu pseudònim literari, Silvia Mistral o, ocasionalment, Sylvia Mistral (l'Havana, 1 de desembre de 1914 - Mèxic, 21 d'agost de 2004), va ser una escriptora i crítica cinematogràfica d'origen gallec i català.

## Trajectòria
De pare català i mare gallega, Hortensia Blanch va passar la infància a Villalba (Galícia). El 1926 retornà a la seva Cuba natal i posteriorment, el 1931, amb la instauració de la República, la família s'instal·là a Barcelona, la ciutat de naixença del pare. Allà començà la seva relació amb el moviment anarquista, i fou membre de la CNT. Al mateix temps que treballava en el laboratori químic de la fàbrica Smoking, escrivia per a diversos mitjans de comunicacióː el suplement literari de Las Noticias i també El Día Gráfico.
S'especialitzà en crítica cinematogràfica i publicà a Popular Film, Films selectos i Proyector, i més tard es convertí en secretària de la revista Nuevo cinema. El 1936 es responsabilitzà de la secció de publicitat de la Paramount Pictures a Espanya. Iniciada la guerra, continuà amb la seva feina com a ajudant en la indústria química i publica a Solidaridad Obrera i a la revista Umbral, de València. Publicà cròniques de guerra, del front de l’Aragó, per a La Vanguardia.
El 1939 s'exilia a Mèxic, partint a bord del vaixell Ipanema, cap a Veracruz. Va rebre l'ajuda de la Junta de Auxilio a los Republicanos Españoles i del Survival, Evasion, Resistance and Escape. A Mèxic escrigué novel·les roses i novel·les juvenils per sobreviure. També publicà crítica cinematogràfica, però, essencialment, exercí de periodista, a més de mantenir la seva tasca de creació com a novel·lista. Publicà articles a Babel (Xile), Comunidad Ibérica (Mèxic), Estudios (Cuba), al diari Excelsior i la revista cinematogràfica Arte y Plata. Va escriure el llibre de prosa poètica Madréporas (1967) i Éxodo, publicat a Mèxic el 1940 per l'Editorial Minerva, que recull el seu Diario de una refugiada. Escrit en tercera persona, relata l'experiència dels últims dies de la guerra a Barcelona, en un barri obrer, els mesos d'estada als camps de refugiats francesos i la travessia a bord de l'Ipanema fins a Veracruz, a Mèxic.
Va ser parella del dirigent anarquista Ricard Mestre Ventura.